# Walerij Jakuszyn
Walerij Jakuszyn (ros. Валерий Якушин; ur. 12 października 1954 w Moskwie) – rosyjski saneczkarz reprezentujący ZSRR, srebrny medalista mistrzostw świata.

## Kariera
Największy sukces w karierze osiągnął w 1978 roku, kiedy wspólnie z Władimirem Szytowem zdobył srebrny medal na mistrzostwach świata w Imst. Był to jego jedyny medal wywalczony na międzynarodowej imprezie tej rangi. Na tych samych mistrzostwach był też piąty w jedynkach. W 1980 roku wystartował na igrzyskach olimpijskich w Lake Placid, zajmując w parze z Siergiejem Danilinem siedemnaste miejsce w dwójkach. Był to jego jedyny występ olimpijski. Na mistrzostwach kontynentu najlepszy wynik osiągnął w 1979 roku, kiedy podczas mistrzostw Europy w Oberhofie był piąty w dwójkach.